# Blue Ridge Shores
Blue Ridge Shores – jednostka osadnicza w Stanach Zjednoczonych, w stanie Wirginia, w hrabstwie Louisa.